# Minoru Suganuma
Minoru Suganuma (japanisch 菅沼 実 Suganuma Minoru; * 16. Mai 1985 in der Präfektur Saitama) ist ein ehemaliger japanischer Fußballspieler.

## Karriere
Suganuma erlernte das Fußballspielen in der Jugendmannschaft von Kashiwa Reysol. Seinen ersten Vertrag unterschrieb er 2002 bei den Kashiwa Reysol. Der Verein spielte in der höchsten Liga des Landes, der J1 League. Für den Verein absolvierte er neun Erstligaspiele. 2005 wurde er an den EC Vitória ausgeliehen. 2006 wurde er an den Zweitligisten Ehime FC ausgeliehen. Für den Verein absolvierte er 45 Ligaspiele. 2007 kehrte er zu Kashiwa Reysol zurück. 2008 erreichte er das Finale des Kaiserpokal. Am Ende der Saison 2009 stieg der Verein in die J2 League ab. Für den Verein absolvierte er 95 Ligaspiele. Im Juli 2010 wechselte er zum Erstligisten Júbilo Iwata. 2010 gewann er mit dem Verein den J.League Cup. Für den Verein absolvierte er 49 Erstligaspiele. 2014 wechselte er zum Ligakonkurrenten Sagan Tosu. 2016 wechselte er zum Zweitligisten Roasso Kumamoto. Ende 2017 beendete er seine Karriere als Fußballspieler.

## Erfolge
Kashiwa Reysol
- Kaiserpokal

Finalist: 2008
Júbilo Iwata
- J.League Cup

Sieger: 2010